# ケータイお探しサービス
ケータイお探しサービス（ケータイおさがしサービス）とは、おまかせロックや電話帳お預かりサービスなどと並び、NTTドコモの安心・安全サービスのひとつで、携帯電話を紛失した際など、GPSや基地局からの位置情報をもとに、携帯電話のおおよその位置を利用者に通知するサービスである（300m誤差、GPS搭載機種では50m誤差）。同様のサービスでイマドコサーチ、イマドコかんたんサーチといったものがあるが、これは自分以外の携帯電話の場所を探し当てるサービスとなる。

## 利用方法
- NTTドコモのインフォメーションセンター（0120-800-000）に電話をかけ、位置を教えてもらう。
- インターネット上のMy docomoサイトから検索
- 各ドコモショップで申請して位置をプリントアウトしてもらう（要公的証明書）。
- 法人の場合ドコモビジネスプレミアクラブサイトから利用ができる。
- 法人の場合ビジネスmopera安心マネージャー　サイトからの利用も可能。

## 利用料金
- ドコモプレミアクラブ会員は月4回まで無料
- 会員でない場合　300円